# Complete Studio Recordings
Complete Studio Recordings é uma coletânea de álbuns lançada em 1993, pelo selo WEA / Atlantic, que reúne em dez discos todas as canções gravadas em estúdio pela banda inglesa Led Zeppelin. O pacote inclui todas as músicas dos álbuns Led Zeppelin (álbum) (1969), Led Zeppelin II (1969), Led Zeppelin III (1970), "ZoSo - Led Zeppelin IV" (1971), Houses of the Holy (1973), Physical Graffiti (1975), Presence (1976), In Through the Out Door (1979) e Coda (1982).
As faixas são distribuídas tal como nos discos originais, porém o som foi “remasterizado” digitalmente com a participação do próprio Jimmy Page. Como bônus são inseridas na coleção, no último disco, quatro músicas gravadas em estúdio pela banda, mas que não haviam sido incluídas em nenhum álbum. São elas: "Baby Come Home", "Traveling Riverside Blues", "White Summer/Black Mountain Side" (Medley instrumental) e "Hey Hey What Can I Do".
Além dos discos com as gravações a coleção também traz as artes de capa dos discos originais, alguns encartes e um livro sobre a banda.

## Discos
Disco 1 - Led Zeppelin (álbum)
1. Good Times Bad Times - 
2. Babe I'm Gonna Leave You - 
3. You Shook Me - 
4. Dazed And Confused - 
5. Your Time Is Gonna Come - 
6. Black Mountain Side - 
7. Communication Breakdown - 
8. I Can't Quit You Baby - 
9. How Many More Times
Disco 2 - Led Zeppelin II
1. Whole Lotta Love - 
2. What Is And What Should Never Be  -
3. The Lemon Song - 
4. Thank You - 
5. Heartbreaker - 
6. Living Loving Maid (She's Just A Woman) - 
7. Ramble On - 
8. Moby Dick - 
9. Bring It On Home
Disco 3 - Led Zeppelin III
1. Immigrant Song - 
2. Friends - 
3. Celebration Day - 
4. Since I've Been Loving You - 
5. Out On The Tiles - 
6. Gallows Pole - 
7. Tangerine - 
8. That's The Way - 
9. Bron-Y-Aur Stomp - 
10. Hats Off To (Roy) Harper
Disco 4 - Led Zeppelin IV - "ZoSo"
1. Black Dog - 
2. Rock And Roll - 
3. The Battle Of Evermore - 
4. Stairway To Heaven - 
5. Misty Mountain Hop - 
6. Four Sticks - 
7. Going To California - 
8. When The Levee Breaks
Disco 5 - Houses of the Holy
1. The Song Remains The Same - 
2. The Rain Song - 
3. Over The Hills And Far Away - 
4. The Crunge - 
5. Dancing Days - 
6. D'yer Mak'er - 
7. No Quarter - 
8. The Ocean
Disco: 6 - Presence
1. Achilles Last Stand - 
2. For Your Life - 
3. Royal Orleans - 
4. Nobody's Fault But Mine - 
5. Candy Store Rock - 
6. Hots On For Nowhere - 
7. Tea For One
Disco: 7 - Physical Graffiti – disco 1
1. Custard Pie - 
2. The Rover - 
3. In My Time Of Dying - 
4. Houses Of The Holy - 
5. Trampled Underfoot - 
6. Kashmir
Disco: 8 - Physical Graffiti – disco 2
1. In The Light - 
2. Bron-Yr-Aur - 
3. Down By The Seaside - 
4. Ten Years Gone - 
5. Night Flight - 
6. The Wanton Song - 
7. Boogie With Stu - 
8. Black Country Woman - 
9. Sick Again
Disco: 9 - In Through the Out Door
1. In The Evening - 
2. South Bound Saurez - 
3. Fool In The Rain - 
4. Hot Dog - 
5. Carouselambra - 
6. All My Love - 
7. I'm Gonna Crawl
Disco: 10 - Coda (mais faixas bônus)
1. We're Gonna Grove - 
2. Poor Tom - 
3. I Can't Quit You Baby - 
4. Walter's Walk - 
5. Ozone Baby - 
6. Darlene - 
7. Bonzo's Montreux - 
8. Wearing And Tearing
9. Baby Come On Home - (faixa bônus)
10. Travelling Riverside Blues - (faixa bônus)
11. White Summer / Black Mountain Side - (faixa bônus)
12. Hey Hey What Can I Do - (faixa bônus)